# Вибори до Європейського парламенту в Люксембурзі 2014
Вибори в Європейський парламент у Люксембурзі пройшли 25 травня 2014 року. Вперше європейські вибори в країні пройдуть окремо від парламентських, так як позачергові парламентські вибори пройшли в 2013 році у зв'язку з відставкою прем'єр-міністра Жана-Клода Юнкера.
Люксембург представлений 6 депутатами.
Європейські вибори в Люксембурзі проходять за пропорційною виборчою системою з розрахунком за методом Д'Ондта. Країна представлена єдиним виборчим округом.

## Результати
- Християнсько-соціальна народна партія — 3 місця
- Люксембурзька соціалістична робоча партія − 1 місце
- Демократична партія — 1 місце
- Партія зелених — 1 місце